# Стилистка (фильм)
«Стилистка» (англ. The Stylist) — американский фильм ужасов в стиле слэшер, снятый режиссёром Джилл Геваргизян, в главных ролях Неджарра Таунсенд и Бри Грант. Премьера состоялась в 2020 году на кинофестивале Fantastic Fest в Остине, штат Техас.

## Сюжет
Клэр — одинокая и замкнутая работница салона красоты и по совместительству — серийная убийца. Она часто работает допоздна и некоторые клиентки становятся её жертвами: она их опаивает и затем снимает с них скальп. Свои жуткие трофеи она хранит в подвале своего дома и иногда примеряет их, представляя себя другим человеком. Несмотря на такой образ жизни, у неё начинает завязываться дружба с Оливией, постоянной клиенткой Клэр, которой срочно потребовалась причёска к свадьбе. Оливия пробует социализировать новоиспечённую подругу, познакомив со своими друзьями. Друзьям Оливии девушка кажется странной и над ней начинают подшучивать, что глубоко её ранит. Постепенно ей становится всё сложнее усмирять свою жажду убийств...

## В ролях
- Неджарра Таунсенд — Клэр, стилистка и серийная убийца
- Бри Грант — Оливия, постоянная клиентка Клэр
- Дэвис Де Рок — Чарли, жених Оливии
- Лора Кирк — Фрэнки, мать Оливии
- Дженнифер Сьюард — Сара, клиентка Клэр в начале фильма

## Критика
Фильм получил хорошие отзывы на сайте-агрегаторе Rotten Tomatoes. Также «Стилистка» получила хвалебные отзывы от сайтов и журналов, посвящённым тематике хоррор-фильмов; практически все они отмечали хорошую актёрскую игру Неджарры Таунсенд в роли психопатки-убийцы и визуальные эффекты
Ноэль Мюррей из журнала Los Angeles Times дал фильму положительную оценку и отметил, что «неуклюжесть главной героини делает её одновременно и симпатичной зрителю, и вместе с тем пугающей».
Рецензент британского издания Starbust, посвящённого научной фантастике, назвал фильм «блестящим».